# Cölleturm
Der Cölleturm ist ein 8,50 m hoher Aussichtsturm im Külf, einem Höhenzug des Leineberglands im Landkreis Hildesheim in Niedersachsen.

## Geographische Lage
Der Cölleturm steht auf dem höchsten der nördlichen drei Hügel des Külfs. Diese namenlose Bergkuppe (234 m ü. NN) befindet sich ostnordöstlich von Deinsen, einem Gemeindeteil von Eime, und südwestlich vom Gronauer Ortsteil Banteln. Der Turm ist auf Waldwegen zu erreichen.

## Geschichte
Die nördlichen drei Hügel des Külfs waren ursprünglich durch Viehmast und starke Holznutzung unbewaldet, so dass es sich anbot, dort einen Aussichtspunkt mit angeschlossenem Ausflugslokal zu errichten. Um 1835 wurde daher vom Advokaten Friedrich Rautenberg aus Hannover der Cölleturm errichtet. Seinen Namen erhielt der Turm erst später durch den Bantelner Carl Cölle, der den Turm sowie die umliegenden Ländereien 1878 erwarb und zu seinen Füßen das Ausflugslokal „Cöllens Höhe“ eröffnete.
Der Volksmund kennt heute nur noch den Turm, in dessen Inneren eine Tafel dessen Namen nennt. 1952 wurde der Turm durch den Alfelder Verkehrs- und Verschönerungsverein mit einer Summe von 3000 Mark umfassend renoviert. Der damalige Besitzer Karl Diederichs aus Banteln verkaufte den Turm 1980 an das Land Niedersachsen. Im Jahr 1995 wurden erneut 50.000 Mark in die Instandsetzung des Turms investiert, dieses Mal wurde das Geld durch das Land, die damalige Samtgemeinde Gronau, den Flecken Eime und die damals eigenständige Gemeinde Banteln aufgebracht.